# Eleição presidencial no Malawi em 2020
As eleições presidenciais foram realizadas no Malawi em 23 de junho de 2020, tendo sido originalmente agendadas para 19 de maio e depois para 2 de julho. A votação ocorreu por conta da anulação dos resultados da eleição presidencial de 2019, na qual Peter Mutharika, do Partido Progressista Democrático, recebeu o maior número de votos.
O resultado das eleições reorganizadas foi uma vitória de Lazarus Chakwera, do Partido do Congresso do Malawi, que derrotou Mutharika por uma margem de 59% a 40%.

## Resultados
| Candidato                            | Candidato                            | Partido                                  | Votos     | %     |
| ------------------------------------ | ------------------------------------ | ---------------------------------------- | --------- | ----- |
|                                      | Lazarus Chakwera                     | Partido do Congresso do Malawi           | 2 604 043 | 59,34 |
|                                      | Peter Mutharika                      | Partido Progressista Democrático         | 1 751 877 | 39,92 |
|                                      | Peter Kuwani                         | Movimento Mbakuwaku pelo Desenvolvimento | 32 456    | 0,74  |
| Votos brancos/inválidos              | Votos brancos/inválidos              | Votos brancos/inválidos                  | 57 323    | –     |
| Total                                | Total                                | Total                                    | 4 445 699 | 100   |
| Eleitores registrados/comparecimento | Eleitores registrados/comparecimento | Eleitores registrados/comparecimento     | 6 859 570 | 64,81 |
| Fonte: MEC                           |                                      |                                          |           |       |